# De Groote Wielen
De Groote Wielen é um bairro do município de 's-Hertogenbosch e da aldeia de Rosmalen. Rosmalen possui além de De Groote Wielen, os bairros de Rosmalen Zuid e Rosmalen Noord. Ele tem 5,8 quilômetros quadrados e 70 habitantes. Está situado a norte de Rosmalen.
O bairro está dividido em três partes, duas das quais são destinadas à agricultura. A parte sul é composta dos seguintes distritos: (de oeste para leste) Bedrijventerrein Brabantpoort, Hoven, Vlietdijk, Broekland e Watertuinen. Desses distritos, o Bedrijventerrein Brabantpoort é o mais antigo. A norte do lago Waterplas existem mais dois distritos: Lanen e Centrum van de Groote Wielen.
O bairro foi planejado e construído, de modo a atender a demanda habitacional de 's-Hertogenbosch. Do norte de Rosmalen até o rio Mosa, existe espaço suficiente para a construção de um grande número de moradias. Essa possibilidade de expandir-se, foi uma das razões da fusão do antigo município de Rosmalen a 's-Hertogenbosch, em 1996.
Na zona verde, divisa dos bairros de De Groote Wielen e Rosmalen Noord, situa-se o Sportpark De Groote Wielen, um complexo poliesportivo onde pratica-se: beisebol, softbol, corfebol, petanca e futebol.

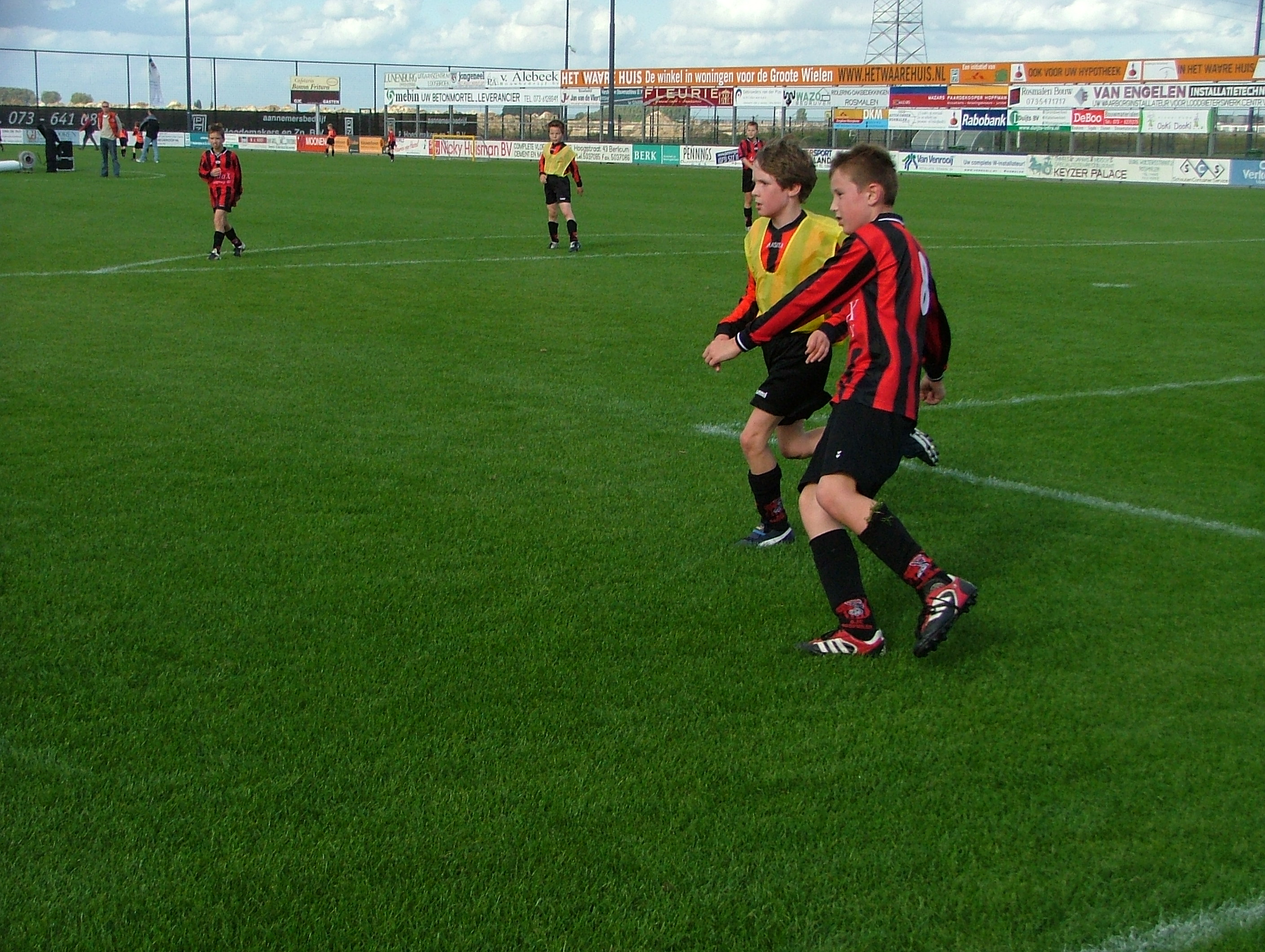
Um jogo de futebol juvenil no Sportpark De Groote Wielen.